# Hispania (Antioquia)
Hispania es un municipio de Colombia, localizado en la subregión Suroeste del departamento de Antioquia. Limita por el norte con los municipios de Bolívar y Pueblorrico, por el este con el municipio de Pueblorrico, por el sur con los municipios de Andes y Betania y por el oeste con los municipios de Betania y Bolívar. Su cabecera dista 90 kilómetros de la ciudad de Medellín, capital del departamento de Antioquia/, aproximadamente a 2 horas de distancia. El municipio posee una extensión de 58 kilómetros cuadrados.

## Historia
Los primeros habitantes de esta localidad fueron indígenas pertenecientes a las tribus Caramantas y Chamíes, todos de familias mayores como los Tapartóes, Citaráes y Naratupes. De buen interés antropológico, no existe mucha exactitud en cuanto a cuáles de estas tribus predominaron en la comarca.
Desde esos vagos registros, que se conocen más como característicos de toda la geografía circundante que específicamente sobre las tierras de Hispania, los datos se pierden. La comunidad perteneció por mucho tiempo a los municipios vecinos más desarrollados y ricos del suroeste antioqueño hasta que, ya con claridad, en 1925, en las márgenes de un río conocido como Pedral, expedicionarios y colonos se asientan en los dos costados del mismo para fundar los caseríos de Hispania y Sevilla. Entre ellos se recuerdan Teodosio Correa, Tocayo Ángel y Alejo Sierra.
La parroquia de Hispania se creó en 1931, y sólo en 1984 la comunidad es elevada a la categoría de municipio.  
Actualmente, continúa siendo un pueblo tradicional de la región cafetera, de amplio Parque lleno de tiendas y fondas dispuestas para la tertulia. En la zona rural se encuentran los trapiches, muy ligados también a la economía local y algunas finca hoteles con la dotación necesaria, que se han convertido en una excelente opción para los visitantes.
Es uno de los municipios más jóvenes del departamento de Antioquia. [cita requerida]

## Generalidades
- Fundación, 1925
- Erección en municipio, ordenanza 8 de 1984.
- Fundadores: Alejo Sierra, Teodosio Correa y Tulio Jaramillo Escobar, entre otros.
- Apelativos, “El Corazón del Suroeste” y “Tierra de Samanes”.

Posee comunicación por carretera con los municipios de Andes, Bolívar y Medellín.

## División Político-Administrativa
Aparte de su Cabecera municipal. Hispania está compuesto con las siguientes veredas:
La Cuelga, El Llanete, Mina Vieja, La Armenia, La Palmira, La Seca, Cortaderal, El Silencio, Potrerillo, La Florida, Zarzagueta.

## Demografía
Población Total: 5 469 hab. (2018)
- Población Urbana: 3 416
- Población Rural: 2 053

Alfabetismo: 81.5% (2005)
- Zona urbana: 85.2%
- Zona rural: 74.8%

### Etnografía
Según las cifras presentadas por el DANE del censo 2005, la composición etnográfica del municipio es: 
- Mestizos y blancos (92, 5%)
- Afrocolombianos (7,1 %)
- Indígenas (0,4 %)

## Economía
- Esencialmente agrícola y basada en el Café. También se produce caña de azúcar, Plátano, Yuca y Frutales, entre otros.
- Ganadería: primordialmente Vacuna.

## Fiestas
- Fiestas del Samán
- Fiestas de la Virgen del Carmen
- Encuentro Regional de Danzas y Chirimías
- Fiestas pro-Hospital

## Sitios de interés

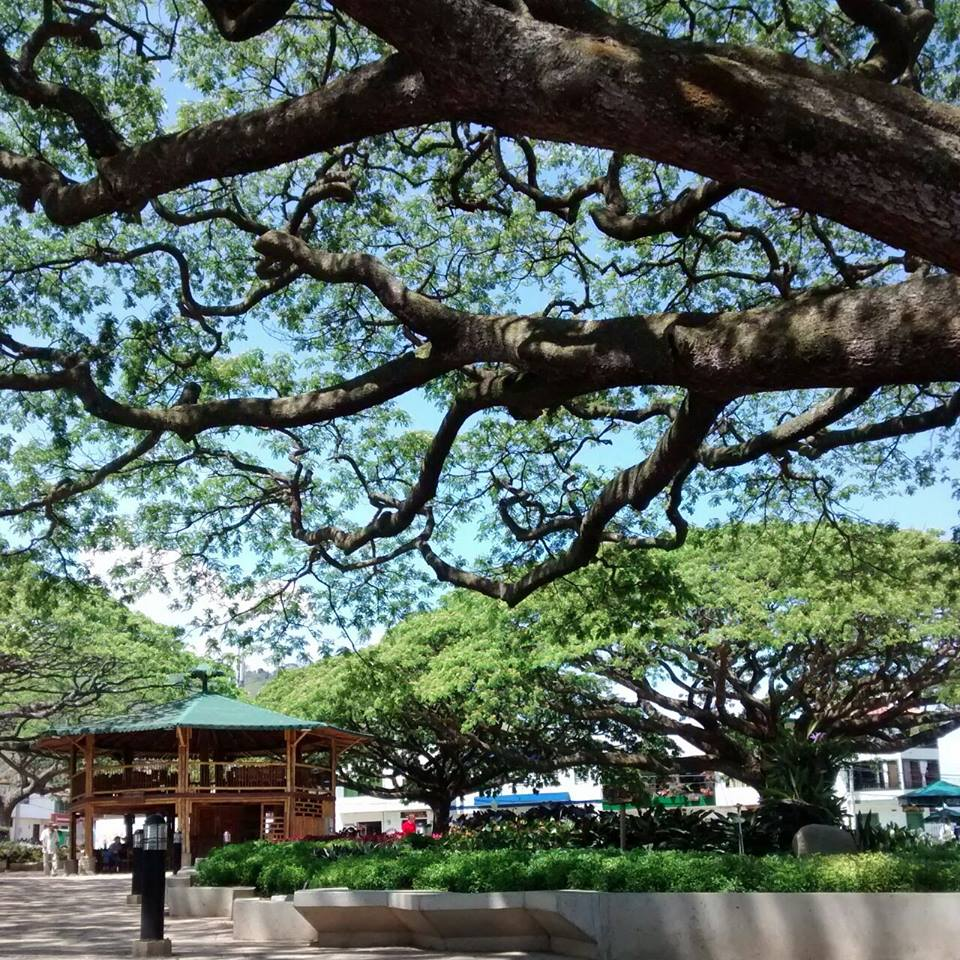
Samanes del Parque principal de Hispania.

Patrimonio histórico y natural:
- Iglesia parroquial
- Puente sobre el río Pedral.
- Samanes en el parque principal.

## Gastronomía
En Hispania es muy abundante la cocina típica antioqueña, como la bandeja paisa, al igual que los asados.